# Фронт визволення Дофару
Фронт визволення Дофару (араб. جبهة تحرير ظفار) — оманський комуністичний фронт, створений комуністичною (марксистсько-ленінською) молоддю в 1965 році в Салалі.
Вела в південній провінції Оману Дофарі збройну боротьбу за створення незалежної держави. Повстанці організації проходили навчання в СРСР у 165-му навчальному центрі з підготовки іноземних військовослужбовців. Султан Кабус бен Саїд, за підтримки Ірану і Великої Британії, в 1976 році зумів завдати відчутної поразки фронту під час війни в Дофарі і витіснити його далеко в гори і на кордон Південного Ємену. Наразі Фронт визволення Дофар існує як нечисленна організація з центром у Лондоні.